# Mjóifjörður (Kerlingarfjörður)
Mjóifjörður ist ein kleiner Fjord im Westen Islands. mjór ist das isländische Wort für schmal.
Er liegt innen im Norden des Kerlingarfjörður an der Südküste der Westfjorde im Breiðafjörður.
Der Fjord reicht knapp drei Kilometer weit ins Land und ist rund 700 Meter breit.
Der der Eingang des Fjordes wurde 2014 mit Dämmen geschlossen und nur unter einer 160 m langen Brücke gibt es noch einen Wasseraustausch. Über diese Dämme und die Brücke verläuft der Vestfjarðavegur , der vorher den inzwischen unbewohnten Fjord ganz umrundet hat.